# Samantha Smith
Samantha Smith   (Houlton, 29 de juny de 1972 - Auburn, 25 d'agost de 1985) fou una col·legiala, activista per la pau i actriu estatunidenca que va esdevenir famosa durant els anys 80 en el context de la Guerra Freda entre els Estats Units i la Unió Soviètica. El 1982 va escriure una carta al recentment nomenat Secretari General del Partit Comunista de la Unió Soviètica Iuri Andrópov i va rebre la seva resposta personal amb una invitació per visitar la Unió Soviètica, que va acceptar.
Samantha va rebre una gran atenció mediàtica als dos països com a "Ambaixadora de Bona Voluntat" i va començar a ser coneguda com "l'ambaixadora més jove dels Estats Units", participant també en activitats pacifistes al Japó. Va escriure un llibre sobre la Unió Soviètica i va aparèixer a la sèrie Lime Street abans de morir en un accident d'avió amb només 13 anys.

## Context històric
Quan Iuri Andrópov succeí Leonid Bréjnev com a líder de la Unió Soviètica, el 12 de novembre de 1982, aquest va ser objecte de diverses portades i notícies als principals diaris i revistes occidentals. Generalment la cobertura que se'n va fer va ser negativa i tendia a ressaltar la percepció d'una nova amenaça per a l'estabilitat del món occidental. Andrópov havia estat l'ambaixador soviètic a Hongria durant la Revolució hongaresa de 1956 i el director del KGB entre 1967 i 1982. Durant el seu mandat, va ser conegut a Occident per l'aixafament de la Primavera de Praga i la brutal repressió dels dissidents, com Andrei Sàkharov i Aleksandr Soljenitsin. Va començar el seu mandat com a líder soviètic promulgant un enfortiment dels poders del KGB i suprimint els dissidents. Andrópov va declarar que "la lluita pels Drets Humans era una part d'un ampli complot imperialista per soscavar els fonaments de l'Estat soviètic".
L'opinió pública internacional veia amb molta preocupació els esforços soviètics i nord-americans per desenvolupar armes capaces de ser llençades des de satèl·lits en òrbita. Tots dos governs tenien programes d'investigació i desenvolupament intensius per desenvolupar aquesta tecnologia. No obstant això, les dues nacions es veien sotmeses a una creixent pressió per desmantellar-los. Als Estats Units, el president Ronald Reagan es va veure pressionat per un lobby de científics nord-americans i experts en armament, mentre que a Rússia el govern va emetre una declaració que deia que "evitar la militarització de l'espai és una de les tasques més urgents a les que s'enfronta la humanitat".
Durant aquest període, grans protestes antinuclears tenien lloc a tot Europa i Amèrica del Nord, mentre que el 20 novembre de 1983 la projecció d'una dramatització de la post-guerra nuclear de la cadena ABC The Day After es va convertir en un dels esdeveniments mediàtics més destacats de la dècada.
Les dues superpotències havien abandonat la seva estratègia de distensió en resposta al desplegament soviètic de diversos SS-20 i el posterior desplegament per part de Reagan de diversos míssils de creuer i míssils Pershing II a Europa. La participació de la Unió Soviètica a la Guerra de l'Afganistan estava en el seu tercer any, una qüestió que també contribuïa a la tensió internacional. En aquest context, el 22 de novembre de 1982, la revista Time va publicar una edició amb Andrópov a la portada. Quan Smith va veure l'edició, li va preguntar a la seva mare: "Si la gent té tanta por d'ell, per què no li escriu ningú una carta preguntant-li si vol que hi hagi guerra o no?". La seva mare li va respondre: "Per què no ho fas tu?".

## Biografia
Samantha Smith va néixer el 29 de juny de 1972, a la petita ciutat de Houlton, Maine, prop de la frontera entre el Canadà i els Estats Units, filla de Jane Reed i Arthur Smith. A l'edat de cinc anys, va escriure una carta a la reina Elisabet II per tal d'expressar la seva admiració a la monarca. Quan Smith va acabar el segon curs, la primavera de 1980, la família es va establir a Manchester, Maine, on va assistir a l'Escola Primària de Manchester. El seu pare ensenyava literatura i escriptura a la Universitat de Maine a Augusta i la seva mare treballava com a assistent social al Departament de Serveis Humans de Maine.
El novembre de 1982, quan Smith tenia 10 anys, va escriure al líder soviètic Iuri Andrópov, tractant d'entendre per què les relacions entre la Unió Soviètica i els Estats Units eren tan tenses:

Benvolgut Sr Andrópov,
El meu nom és Samantha Smith. Tinc deu anys. Felicitats per la seva nova feina. Em preocupa que els Estats Units i Rússia puguin entrar en una guerra nuclear. Votarà vostè a favor de la guerra o no? Si no ho farà si us plau digui'm com pensa ajudar a no tenir una guerra. No ha de contestar la pregunta, però m'agradaria saber per què vol conquerir el món o almenys el nostre país. Déu va fer el món perquè puguem viure junts en pau i no perquè ens barallem.
Atentament,
Samantha Smith

La carta va ser publicada al diari soviètic Pravda. Samantha estava feliç de descobrir que la seva carta havia estat publicada, però no s'havia rebut resposta, així que va enviar una carta a l'ambaixador de la Unió Soviètica als Estats Units preguntant-li si el senyor Andrópov pensava respondre. El 26 d'abril de 1983 va rebre una resposta personal d'Andrópov:

Benvolguda Samantha,
He rebut la teva carta, que s'assembla molt a d'altres que m'han arribat recentment del teu país i d'altres països d'arreu del món.
Em sembla, pel que dius a la carta, que ets una noia valenta i honesta, semblant a la Becky, l'amiga de Tom Sawyer en el famós llibre del teu compatriota Mark Twain. Aquest llibre és molt conegut i estimat al nostre país per tots els nens i nenes.
Escrius que estàs ansiosa sobre si hi haurà una guerra nuclear entre els nostres països. I preguntes si estem fent alguna cosa perquè la guerra no esclati.
La teva pregunta és la més important que una persona assenyada pot fer. Te la contestaré amb serietat i honestedat.
Sí, Samantha, des de la Unió Soviètica estem intentant fer tot el possible perquè no hi hagi guerra al món. Això és el que volen tots els homes de la Unió Soviètica. Això és el que el gran fundador del nostre estat, Vladímir Lenin, ens va ensenyar.
Els soviètics sabem bé com n'és de terrible una guerra. Fa quaranta-dos anys, l'Alemanya nazi, que es va esforçar per aconseguir la supremacia del món sencer, va atacar el nostre país, va cremar i destruir milers dels nostres pobles i ciutats i va matar milions d'homes, dones i nens soviètics.
En aquesta guerra, que vam guanyar, érem aliats dels Estats Units: junts vam lluitar per la llibertat de molta gent contra els invasors nazis. Espero que hagis après això a classe d'història a l'escola. I avui tenim moltes ganes de viure en pau, de comerciar i cooperar amb tots els nostres veïns en aquesta terra, amb els que són lluny i els que són a prop. I, certament, amb un país tan gran com els Estats Units d'Amèrica.
Als Estats Units i al nostre país hi ha armes, armes nuclears terribles que poden matar milions de persones en un instant. Però no volem que s'utilitzin mai. Aquesta és precisament la raó per la qual la Unió Soviètica ha declarat solemnement arreu del món que mai -mai- utilitzarà armes nuclears primer. En general proposem suspendre la producció addicional d'aquest armament i procedir a l'eliminació de tots els arsenals de la Terra.
Em sembla que això contesta a la segona pregunta: "Per què vol fer la guerra contra tothom, o almenys contra els Estats Units?" No volem res d'això. Ningú al nostre país, ni els obrers, ni els camperols, ni els escriptors, ni els metges, ni els adults ni els nens, ni els membres del govern volen una guerra gran ni "petita".
Volem la pau -estem ocupats amb altres coses: el conreu de blat, la construcció i invenció, escriure llibres i volar a l'espai. Volem la pau per a nosaltres i per a tots els pobles del planeta. Per als nostres fills i per a tu, Samantha.
Et convido, si els teus pares et deixen, a venir al nostre país, preferiblement aquest estiu. Així coneixeràs el nostre país, et reuniràs amb nois com tu i visitaràs un campament infantil internacional a Artek al mar. I podràs veure una cosa per tu mateixa: a la Unió Soviètica, tothom vol la pau i l'amistat entre els pobles.
Gràcies per la seva carta. Et desitjo el millor en la teva jove vida.
I. Andrópov

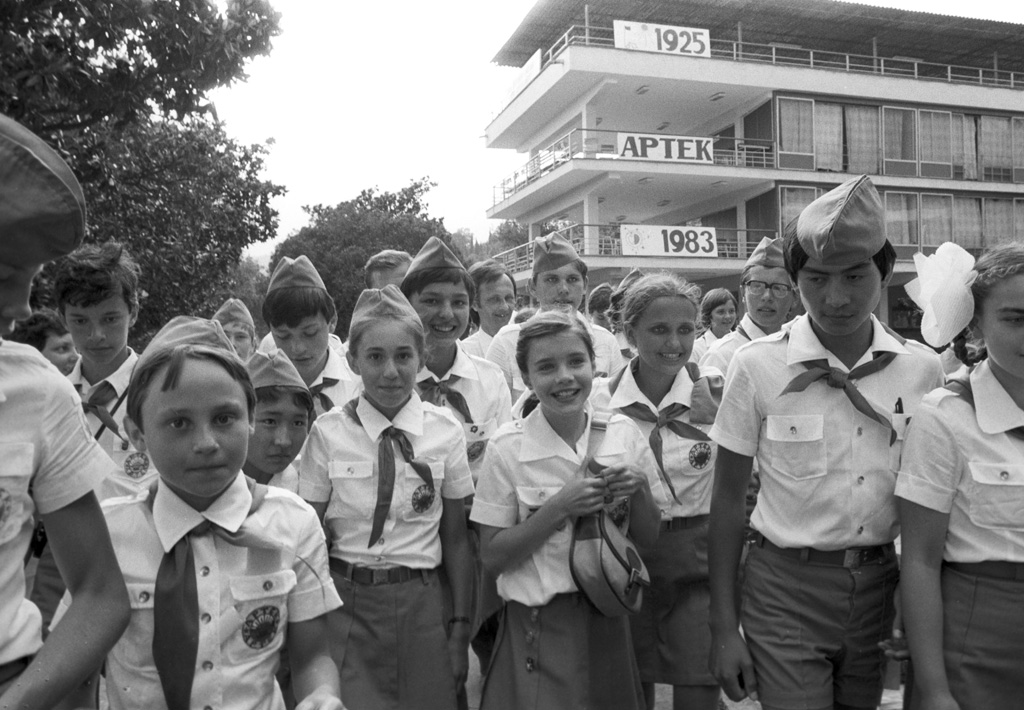
Samantha Smith (al centre) visitant l'URSS després de la invitació del Secretari General del Partit Comunista de la Unió Soviètica Iuri Andrópov al campament d'Artek a l'actual Ucraïna l'1 de juliol de 1983.

En aquest moment es va organitzar un circ mediàtic i Smith va ser entrevistada per Ted Koppel i Johnny Carson, entre d'altres, i va ser notícia durant dies en les principals cadenes nord-americanes. El 7 de juliol de 1983 va volar a Moscou amb els seus pares, i va passar dues setmanes com a convidada d'Andrópov. Durant el viatge va visitar Moscou i Leningrad i va passar uns dies a Artek, el principal campament de pioners soviètics, a la ciutat de Hurzuf a la península de Crimea. Smith va escriure que a Leningrad ella i els seus pares estaven sorpresos per l'amabilitat de la gent i pels regals que els van fer. Parlant en una conferència de premsa de Moscou, va declarar que els russos eren "com nosaltres". A Artek, Smith va decidir quedar-se amb els nens soviètics en lloc d'acceptar un allotjament més còmode que li van oferir. Per facilitar-li la comunicació, alguns professors i nens que parlaven anglès amb fluïdesa van ser triats per romandre en el seu edifici. Smith va compartir un dormitori amb nou noies més, i va passar el temps allà nedant, parlant i aprenent cançons i danses russes. Allà, va fer-hi molts amics, entre ells Nataixa Kaixirina de Leningrad, que parlava anglès amb fluïdesa.
Andrópov, no obstant això, no va poder reunir-se amb ella durant la seva visita tot i que van parlar per telèfon. Més tard es va descobrir que Andrópov havia emmalaltit greument i s'havia retirat de la vista pública durant aquest temps. Smith també va rebre una trucada telefònica de la cosmonauta russa Valentina Tereixkova, la primera dona a orbitar la Terra. No obstant això, sense adonar-se d'amb qui estava parlant, Samantha va penjar per error després de només una breu conversa. Els mitjans la van seguir cada pas que feia. Es van publicar fotografies i articles sobre ella als principals diaris i revistes soviètiques durant el seu viatge i després d'aquest. Smith va arribar a ser molt coneguda pels ciutadans soviètics entre la majoria dels quals estava ben vista. Als Estats Units, l'esdeveniment va atreure sospites i alguns ho va considerar com un "truc de relacions públiques a l'estil americà".
El retorn de Smith als Estats Units el 22 de juliol de 1983, va ser celebrat al poble de Maine amb roses, una catifa vermella i una limusina i la seva popularitat va seguir creixent al seu país natal. Alguns crítics de l'època es van mostrar escèptics, creient que Smith servia, sense saber-ho, d'instrument de propaganda soviètica. El desembre de 1983, continuant en el seu paper de "l'ambaixadora més jove d'Amèrica", va ser convidada al Japó, on es va reunir amb el primer ministre Yasuhiro Nakasone i va assistir al Simposi Internacional de la Infància a Kobe. En el seu discurs en el simposi, va suggerir que els líders soviètics i nord-americans intercanviessin les seves netes durant dues setmanes cada any, amb l'argument que a un president "no li agradaria enviar una bomba a un país que la seva neta estigués visitant". El seu viatge va inspirar altres intercanvis de nens ambaixadors de bona voluntat, incloent Kàtia Litxova, una noia d'onze anys que va visitar els Estats Units. Més tard, Smith va escriure un llibre titulat Journey to the Soviet Union la portada del qual la mostra a Artek la seva part preferida del viatge.
Smith va seguir amb el seu paper d'estrella mediàtica quan, el 1984, va aparèixer en un programa especial de la cadena Disney Channel titulat Samantha Smith Goes To Washington...Campaign '84. El programa tractava sobre política i Smith va entrevistar diversos candidats a les Eleccions presidencials dels Estats Units de 1984, entre ells George McGovern i Jesse Jackson. Aquest mateix any va ser actriu convidada a la sèrie Charles in Charge en el paper de Kim, juntament amb Julianne McNamara. Malauradament la seva fama la va fer també objectiu de l'assetjador Robert John Bardo, l'home que més tard passaria a assetjar i finalment assassinar l'actriu Rebecca Schaeffer. Bard va viatjar fins a Maine per intentar trobar-se amb Smith, però va ser detingut per la policia i va tornar a casa.
El 1985 va co-protagonitzar al costat de Robert Wagner una sèrie de televisió anomenada Lime Street.

## Mort

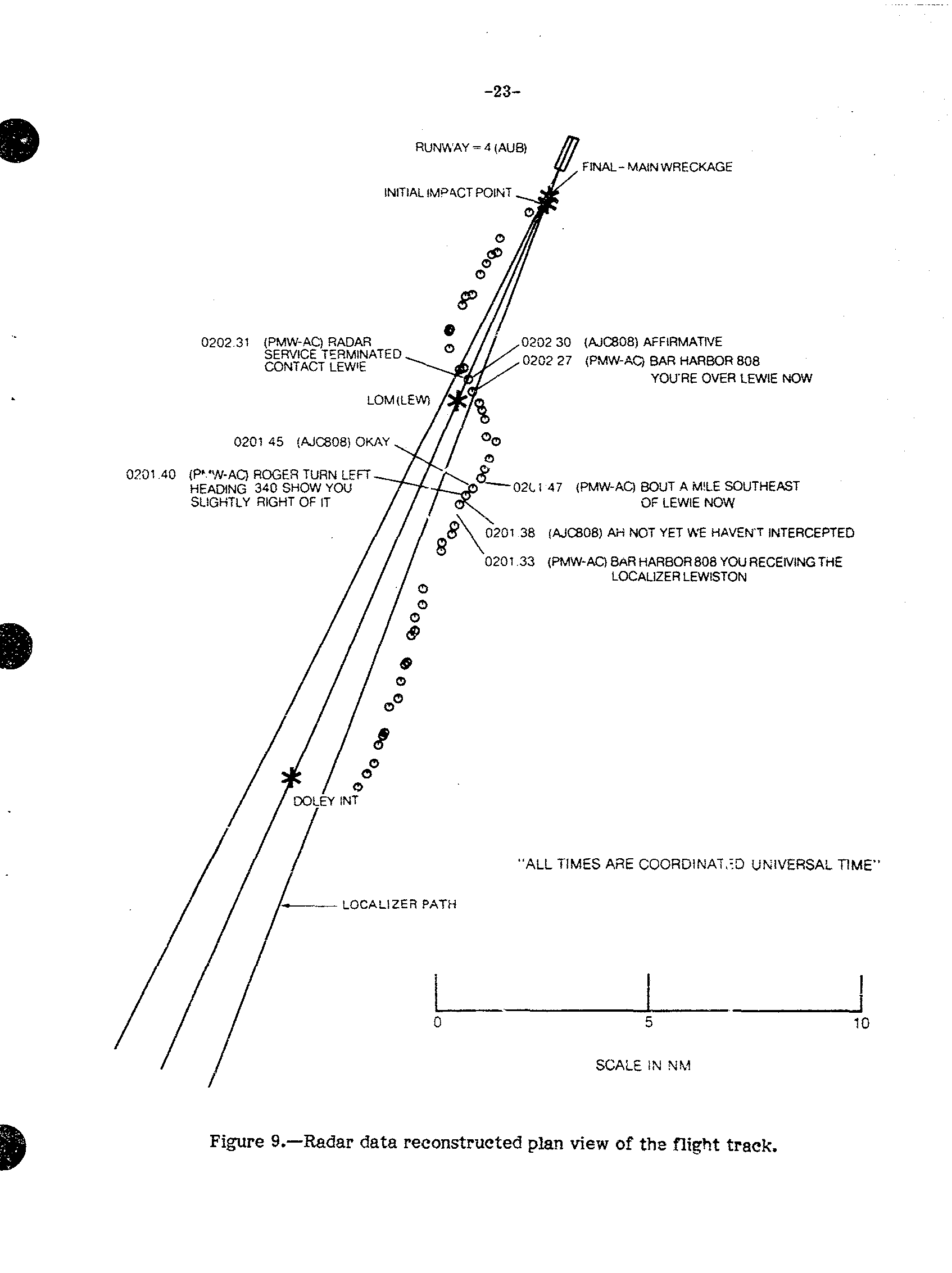
Esquema de l'accident

El 25 d'agost de 1985, Smith i el seu pare tornaven a casa a bord del Vol 1808 de les Bar Harbor Airlines després de gravar un capítol de Lime Street. Mentre intentava aterrar a l'Aeroport Regional Lewiston-Auburn a Auburn, l'avió de passatgers Beechcraft 99 va colpejar alguns arbres 1.221 m abans d'arribar a la pista i es va estavellar, matant els sis passatgers i els dos tripulants de bord. En aquell moment va aixecar-se molta especulació sobre la causa de l'accident. A la Unió Soviètica circularen moltes teories conspiradores. Als Estats Units es va dur a terme una investigació i es va fer públic l'informe oficial que no mostrava evidències de cap conspiració. Segons s'afirma en l'informe, l'accident va ocórrer al voltant de les 22:05 GMT, en un punt del terreny situat a una milla (1,6 km) al sud-oest de l'aeroport, a la localització 44° 02′ 22″ N, 70° 17′ 30″ O / 44.03944°N,70.29167°O. L'informe afirma també que "la relativament inclinada trajectòria de vol, l'orientació de l'aeronau i la seva velocitat en el moment de l'impacte no van permetre als ocupants sobreviure a l'accident." Els arguments principals de l'informe van ser que era una nit de pluja, que els pilots no tenien experiència, i que es va produir un error en el funcionament del radar de terra, malgrat que aquest no acostuma a ser crític.
Al seu funeral a Augusta, Maine hi van assistir unes 1.000 persones, i va ser elogiada a Moscou com una defensora de la pau. Entre els assistents hi havia Robert Wagner i Vladimir Kulagin de l'ambaixada soviètica a Washington DC, que va llegir un missatge personal de condol de Mikhaïl Gorbatxov:
| « | Tots els qui van conèixer Samantha a la Unió Soviètica sempre recordaran la imatge de la nena nord-americana que, igual que milions de nois i noies soviètics, van somiar amb la pau i l'amistat entre els pobles dels Estats Units i la Unió Soviètica. | » |

El president Ronald Reagan va enviar les seves condolences a la mare de Smith, per escrit:
| « | Potser pot trobar algun consol en saber que milions de nord-americans, de fet, milions de persones, comparteixen la càrrega del seu dolor. Ells apreciaven i recordaran Samantha, el seu somriure, el seu idealisme i dolçor d'esperit sense afectació. | » |

Les restes de Smith i del seu pare van ser cremades i enterrades l'una al costat de l'altra al cementiri d'Estabrook, el comtat d'Aroostook, prop de Houlton on va néixer Samantha.

## Homenatges

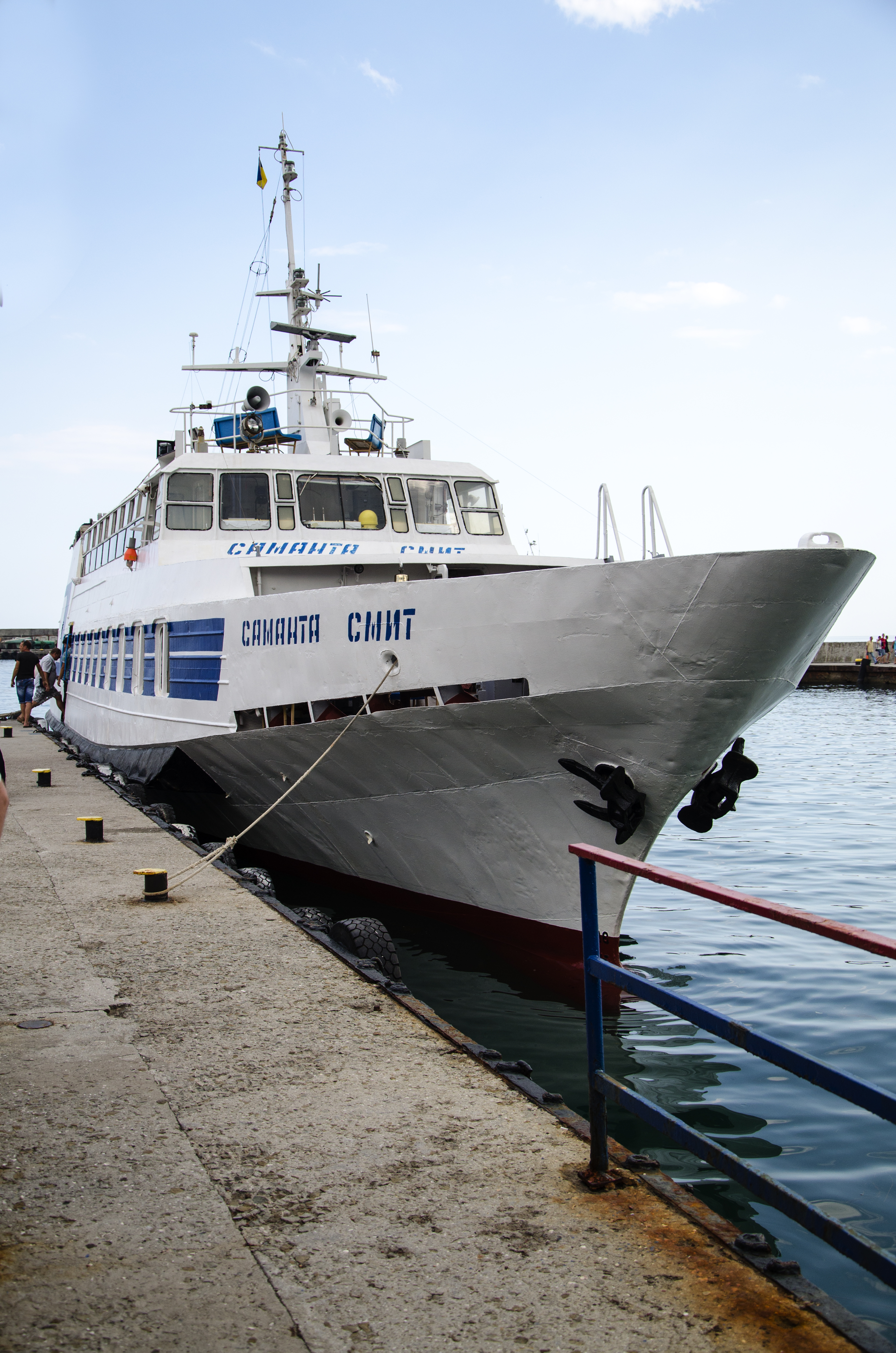
El vaixell Саманта Смит (Samantha Smith) construït el 1986

Després de la seva mort s'han fet diversos homenatges a na Samantha, tant a Rússia com al seu poble natal a Maine. Se li va construir un monument a Moscou i des del 1986 un carrer al campament d'Artek porta el seu nom. El monument construït a Smith va ser robat el 2003, però el mateix any un jubilat de Vorónej va construir-li un monument pel seu compte. La Unió Soviètica va emetre un segell commemoratiu amb el seu rostre el 1985. El 1986, quan l'astrònoma soviètica Liudmila Txernikh va descobrir l'asteroide 3147, el va anomenar 3147 Samantha en honor seu. El compositor danès Per Nørgård va escriure el seu concert per a viola Remembering Child en memòria seva. També es van batejar en el seu nom un diamant trobat a Sibèria, una muntanya a l'antiga Unió Soviètica, un cultiu de tulipes i dàlies i un vaixell de passatgers. A Maine, el primer dilluns de juny de cada any ha estat declarat oficialment com el Dia Samantha Smith per una llei estatal. Hi ha una estàtua de bronze de Smith a prop del Museu de l'Estat de Maine a Augusta on és representada alliberant un colom amb un cadell d'os que descansa als seus peus. El cadell d'os representa tant a Maine com a Rússia. Dues escoles primàries de Sammamish (Washington) i a Queens (Nova York) porten el seu nom. L'octubre de 1985, la mare de Samantha va crear la Fundació Samantha Smith, que promovia l'intercanvi d'estudiants entre els Estats Units i la Unió Soviètica (i, després de desembre de 1991, entre els seus estats successors) fins que va quedar inactiva a mitjans dels 90.
A mitjans de la dècada de 1980, després de la mort de Smith, es va escriure un guió per a una pel·lícula per a televisió titulada The Samantha Smith Story amb Robert Wagner com a productor. No obstant això, mai es va arribar a produir. Wagner ha dit d'ella:
| « | […] va ser com perdre a algú de la família. […] Era una noia extraordinària. Vaig tractar de fer una pel·lícula sobre la seva vida. Però les distribuïdores no hi estaven interessades. No creien que hi pogués haver prou conflicte. | » |

El 2008, Smith va rebre a títol pòstum el Premi al Coratge de Consciència de la Peace Abbey per ajudar a aconseguir una millor comprensió entre els pobles dels Estats Units d'Amèrica i la Unió de Repúbliques Socialistes Soviètiques, i, en conseqüència, reduir la tensió entre les superpotències que estaven a punt de participar en una guerra nuclear.